# Dasan Cermen
Dasan Cermen is een bestuurslaag in het regentschap Mataram van de provincie West-Nusa Tenggara, Indonesië. Dasan Cermen telt 4385 inwoners (volkstelling 2010).